# Любоненко, Юрий Викторович

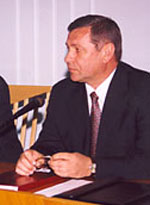

Юрий Викторович Любоненко (род. 12 апреля 1950, Кривой Рог, Днепропетровская область) — партийный и общественный деятель, деятель местного самоуправления, председатель Криворожского городского совета в 1992—2010 годах. Народный депутат Украины, Почётный гражданин Кривого Рога. Член правления Ассоциации городов Украины.
Инициатор проведения эколого-экономического эксперимента в Кривом Роге, восстановления братских связей с Нижним Тагилом. В период руководства Криворожским городским советом была утверждена городская символика Кривого Рога.

## Биография
Родился 12 апреля 1950 года в Долгинцевском районе Кривого Рога, в семье железнодорожников.
Окончил среднюю школу № 90 в Кривом Роге.
В 17 лет стал учеником электромонтёра. С 1971 года работает на Криворожском металлургическом комбинате электромонтёром цеха связи, слесарем по ремонту электровозов, помощником машиниста электросекции локомотивного депо.
В 1978 году окончил Криворожский горнорудный институт по специальности «Электрический привод и автоматизация промышленных установок» получив квалификацию инженера-электрика. До 1978 года был секретарём комитета комсомола железнодорожного узла.
С 1984 года — второй секретарь Долгинцевского райкома Компартии Украины. Через два года стал председателем исполкома Долгинцевского районного совета народных депутатов.
4 марта 1992 года на XI сессии городского совета народных депутатов избран председателем горсовета и председателем горисполкома.
В июне 1994 года избран председателем городского совета и председателем горисполкома.
В марте 1998 года избран городским головой в третий раз.
В 1994—1999 годах — советник на общественных началах Премьер-министров Украины: Евгения Марчука, Павла Лазаренко, Валерия Пустовойтенко.
В 2002 году избран вице-президентом Ассоциации городов Украины.
На выборах 26 марта 2006 года получил абсолютное преимущество над восемью другими кандидатами, набрав 68,9 % голосов.
В октябре 2009 года кандидатура Юрия Любоненко была выдвинута на должность вице-премьер-министра, но голосование по его назначению в Верховной раде так и не произошло.
В сентябре 2010 года объявил, что не намерен баллотироваться на должность городского главы на новый срок, и избран депутатом в Днепропетровский областной совет.
С декабря 2012 года — народный депутат Украины VII созыва, выдвиженец Партии регионов, одержал победу по одномандатному мажоритарному округу № 32 в Днепропетровской области, набрав 46% голосов избирателей. Член комитета ВР по вопросам строительства, градостроительства, жилищно-коммунального хозяйства и региональной политики.
На момент избрания в Верховную раду был генеральным директором ООО «Нара».
2007 года журнал «Фокус» включил Юрия Любоненко в список 50 самых влиятельных днепропетровцев.

## Награды
- Знак «За заслуги перед городом» (Кривой Рог)» 1-й степени (15 февраля 2007; 2-й степени — 2005; 3-й степени — 2002);
- Орден «За заслуги» (Украина) 1-й степени (21 февраля 2007)[5];
- Почётный гражданин Кривого Рога (24 марта 2010) — решением № 3806 сессии Криворожского городского совета[6];
- Орден преподобного Ильи Муромца 1-й степени Украинской Православной Церкви[7].